# Valor principal de Cauchy
Aquest article és sobre el mètode per assignar valors a integrals impròpies. Per als valors d'una funció complexa associada amb una única branca, vegeu valor principal. Per la porció de potència negativa d'una sèrie de Laurent, vegeu part Principal.
En matemàtiques, el valor principal Cauchy, anomenat així en honor d'Augustin Louis Cauchy, és un mètode per assignar valors a certes integrals impròpies que altrament serien indefinides. Depenent del tipus de singularitat en la integral, el valor de principi Cauchy es defineix com un dels següents:
- el nombre finit

{\displaystyle \lim _{\varepsilon \rightarrow 0+}\left[\int _{a}^{b-\varepsilon }f(x)\,dx+\int _{b+\varepsilon }^{c}f(x)\,dx\right]}
on b és un punt en el qual és el comportament de la funció f és tal que
{\displaystyle \int _{a}^{b}f(x)\,dx=\pm \infty }
per a tot a < b i
{\displaystyle \int _{b}^{c}f(x)\,dx=\mp \infty }
per a tot c > b (un signe és "+" i l'altre és "−"; vegeu signe més menys per la utilització precisa de les notacions ±, ∓).
o
- el nombre finit

{\displaystyle \lim _{a\rightarrow \infty }\int _{-a}^{a}f(x)\,dx}
on
{\displaystyle \int _{-\infty }^{0}f(x)\,dx=\pm \infty }
i
{\displaystyle \int _{0}^{\infty }f(x)\,dx=\mp \infty }
En alguns casos cal tractar simultàniament amb singularities tant en un nombre finit b com a l'infinit. Això es fa normalment amb un límit de la forma
{\displaystyle \lim _{\varepsilon \rightarrow 0+}\int _{b-{\frac {1}{\varepsilon }}}^{b-\varepsilon }f(x)\,dx+\int _{b+\varepsilon }^{b+{\frac {1}{\varepsilon }}}f(x)\,dx.}
o
- en termes d'integrals de contorn d'una funció complexa f (z); z = x + i y, amb un pol sobre el contorn. El pol està envoltat amb un cercle de radi ε i la porció del camí a fora d'aquest cercle es denota L(ε). A condició que la funció f (z) sigui integrable sobre L(ε) no importa com sigui de petit ε, llavors el valor principal Cauchy és el límit:[1]

{\displaystyle \mathrm {P} \int _{L}f(z)\ dz=\int _{L}^{*}f(z)\ dz=\lim _{\epsilon \to 0}\int _{L(\epsilon )}f(z)\ dz\,}
on dues de les notacions comunes per al valor principal Cauchy apareixen a l'esquerra d'aquesta equació.

## Exemples
Observeu la diferència en valors dels dos límits:
{\displaystyle \lim _{a\rightarrow 0+}\left(\int _{-1}^{-a}{\frac {dx}{x}}+\int _{a}^{1}{\frac {dx}{x}}\right)=0,}
{\displaystyle \lim _{a\rightarrow 0+}\left(\int _{-1}^{-a}{\frac {dx}{x}}+\int _{2a}^{1}{\frac {dx}{x}}\right)=-\ln 2.}
el primer és el valor principal de Cauchy de l'expressió (que altrament seria mal definida)
{\displaystyle \int _{-1}^{1}{\frac {dx}{x}}{\ }\left({\mbox{que}}\ {\mbox{dona}}\ -\infty +\infty \right).}
De forma semblant, es té
{\displaystyle \lim _{a\rightarrow \infty }\int _{-a}^{a}{\frac {2x\,dx}{x^{2}+1}}=0,}
però
{\displaystyle \lim _{a\rightarrow \infty }\int _{-2a}^{a}{\frac {2x\,dx}{x^{2}+1}}=-\ln 4.}
el primer és el valor principal de Cauchy de l'expressió (que altrament seria mal definida)
{\displaystyle \int _{-\infty }^{\infty }{\frac {2x\,dx}{x^{2}+1}}{\ }\left({\mbox{que}}\ {\mbox{dona}}\ -\infty +\infty \right).}
Aquestes patologies no afecten les funcions Lebesgue integrables, és a dir, funcions tals que les integrals dels seus valors absoluts són finites.

## Teoria de distribucions
Sia {\displaystyle C_{0}^{\infty }(\mathbb {R} )} el conjunt de funcions contínuament derivables amb suport compacte sobre la recta real {\displaystyle \mathbb {R} .} Llavors, l'aplicació 
{\displaystyle \operatorname {p.\!v.} \left({\frac {1}{x}}\right)\,:C_{0}^{\infty }(\mathbb {R} )\to \mathbb {C} }
definida via el valor principal de Cauchy com 
{\displaystyle \operatorname {p.\!v.} \left({\frac {1}{x}}\right)(u)=\lim _{\varepsilon \to 0+}\int _{|x|>\varepsilon }{\frac {u(x)}{x}}\,dx{\text{ for }}u\in C_{0}^{\infty }(\mathbb {R} )}
és una distribució. De forma que pot dur a confusió, l'aplicació mateixa, de vegades es pot anomenar el valor principal. Aquesta distribució apareix per exemple en la transformada de Fourier de la Funció esglaó.

## Nomenclatura
El valor principal Cauchy d'una funció f pot acceptar unes quantes nomenclatures, variant per autors diferents. Aquests inclouen (però no queden limitats a):
{\displaystyle PV\int f(x)\,dx,\quad \int _{L}^{*}f(z)\,dz,\quad -\!\!\!\!\!\!\int f(x)\,dx,} {\displaystyle P\ ,} P.V. {\displaystyle ,{\mathcal {P}}\ ,} {\displaystyle P_{v}\ ,} {\displaystyle (CPV)\ ,} and V.P.